# Adolfo Hohenstein

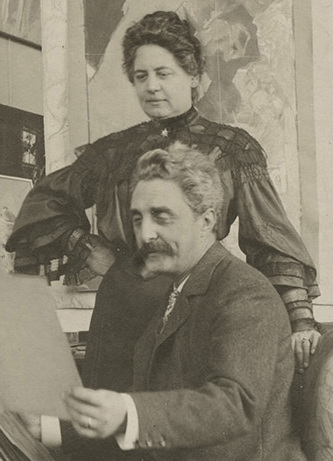
Adolfo Hohenstein, 1905

Adolf (Adolfo) Hohenstein (* 18. März 1854 in Sankt Petersburg; † 12. April 1928 in Bonn) war ein deutscher Maler, Illustrator, Bühnenbildner und Kostümdesigner. Hohenstein war einer der anerkanntesten Poster-Designer seiner Zeit und gilt als Vorreiter des Stile Liberty in Italien.

## Leben

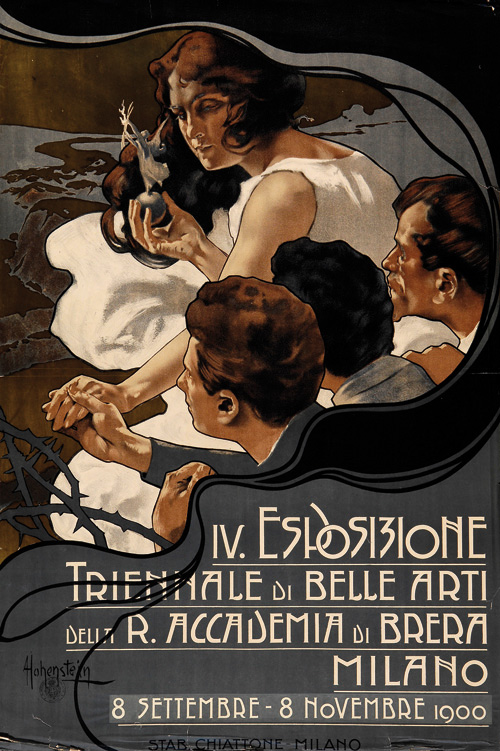
Plakat der IV Esposizione Triennale di Belle Arti di Milano von 1900, entworfen von Adolf Hohenstein

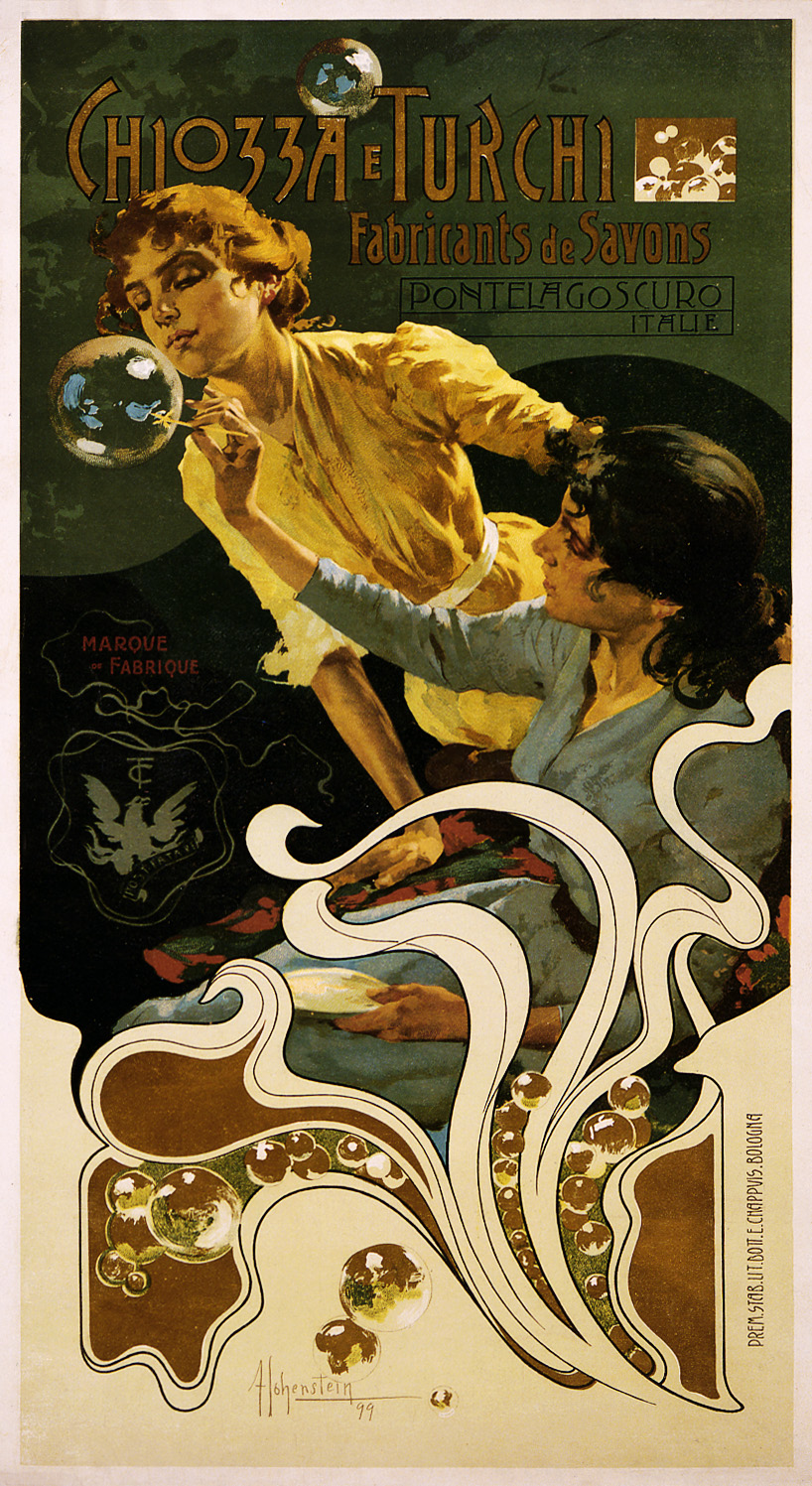
Werbeplakat von Adolfo Hohenstein, 1899

Hohenstein war Sohn deutscher Eltern, Julius und Laura Irack, und wurde in Sankt Petersburg geboren. Später zog seine Familie nach Wien, wo er aufwuchs und seine Ausbildung an der Akademie der bildenden Künste erhielt. Erste Reisen führten ihn nach Indien und Siam, wo er die Residenzen der Oberschicht dekorierte. 1879 ließ er sich in Mailand nieder. Dort begann seine kreativste Phase. Hohenstein wurde in den Officine Grafiche Ricordi zunächst als Lithograf, dann als künstlerischer Direktor eingestellt. Deren Verlagsdruckerei lieferte er über 800 Bühnenbilder. Dadurch sowie als Bühnen- und Kostümbildner am Teatro alla Scala und anderen Theater- und Opernhäusern wurde er unter seinem italianisierten Vornamen Adolfo bekannt. Als Art-Direktor entwarf u. a. die Poster und Plakate für die Opern La Bohème und Tosca, Grafiken für Campari und den Corriere della Sera sowie Postkarten und Buchcover. Am Theater entwarf er die Kostüme und das Bühnenbild für mehrere Opern, etwa für Madama Butterfly von Giacomo Puccini, mit dem er mehrmals eng zusammenarbeitete.
1906 zog Hohenstein nach Deutschland, wo er sich zunächst in Bonn und 1907 in Düsseldorf niederließ. Dort war er hauptsächlich als Landschafts- und Porträtmaler tätig und pendelte oft nach Italien. Auch entwarf er Innenausstattungen, etwa für das Treppenhaus des Ludwig-Loewe-Hauses in Düsseldorf (1911, 1970 zerstört), die Aula des Realgymnasiums Altenessen (1915) oder das Rathaus Essen (1915). Zwischen 1909 und 1923 war Hohenstein Mitglied des Künstlervereins Malkasten.

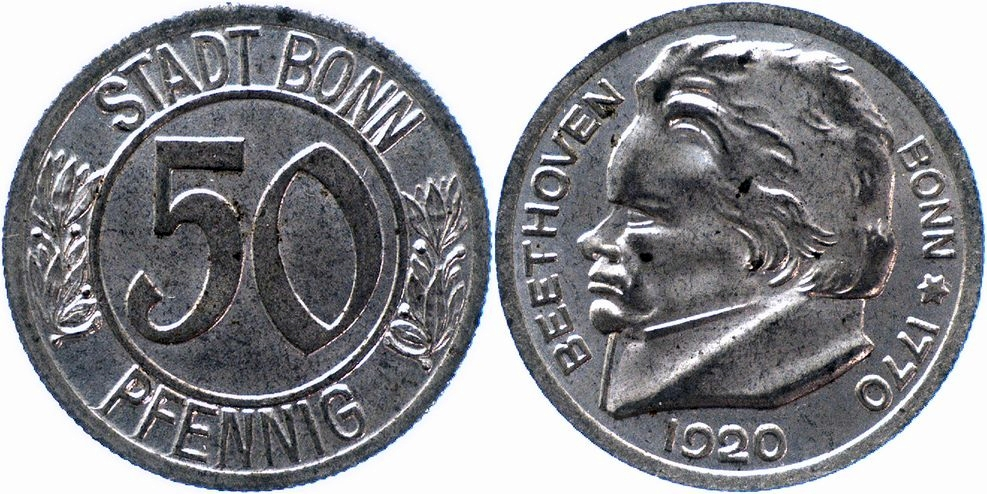
Notgeld der Stadt Bonn von 1920, Porträt Beethovens nach Entwurf Karl Mensers, Wertseite nach Hohenstein

Zur Zeit der Weimarer Republik und während der Deutschen Hyperinflation entwarf Hohenstein die Wertseite einer Serie von Notgeld-Münzen der Stadt Bonn über 10, 25 und 50 Pfennige, die bildseitig ein Porträt Ludwig van Beethovens nach einem Entwurf von Karl Menser zeigte und die in der Prägeanstalt Gebr. Kugel & Fink in Lüdenscheid geprägt wurde.

## Werke (Auswahl)

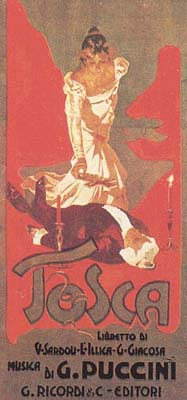
Poster für Puccinis Oper Tosca, 1899
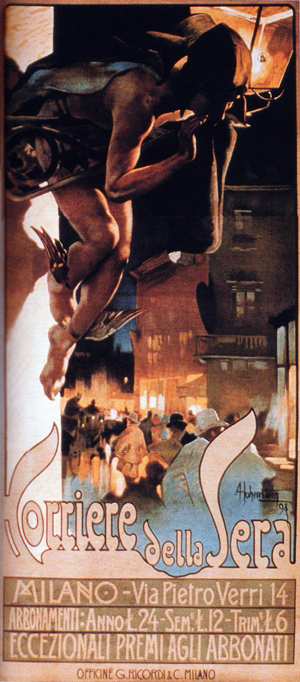
Grafik für die Zeitung Corriere della Sera, 1898
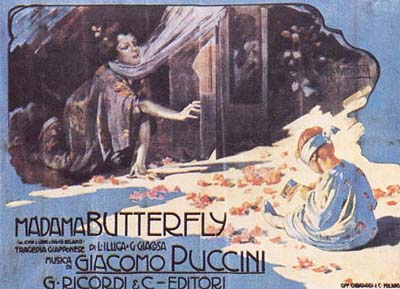
Poster für Puccinis Oper Madama Butterfly, 1904